# Пайсту
Па́йсту (эст. Paistu) — деревня в волости Вильянди уезда Вильяндимаа, Эстония. В 1992—2013 годах входила в состав волости Пайсту (упразднена) и была её административным центром.
Исторически деревня расположена на территории Мульгимаа.

## География и описание
Расположена в 8 км к югу от волостного и уездного центра — города Вильянди. Высота над уровнем моря — 101 метр.
На территории деревни находится часть природного парка Лооди. Недалеко от центра деревни находиться исток ручья Вираски, вдоль её северо-западной границы течёт ручей Сулаоя (Сулиоя).
Климат умеренный. Официальный язык — эстонский. Почтовые индексы: 69601, 69694 (до востребования).

## Население
По переписи населения 2021 года, в Пайсту насчитывалось 302 жителя, из них 295 (98,0 %) — эстонцы.
По данным переписи населения 2011 года, в деревне проживали 327 человек, из них 317 (96,9 %) — эстонцы.
Численность населения деревни Пайсту по данным переписей населения:
| Год  | 1959 | 1970  | 1979  | 1989  | 2000  | 2011  | 2021  |
| ---- | ---- | ----- | ----- | ----- | ----- | ----- | ----- |
| Чел. | 78   | ↗ 109 | ↗ 266 | ↗ 428 | ↘ 355 | ↘ 327 | ↘ 302 |

## История

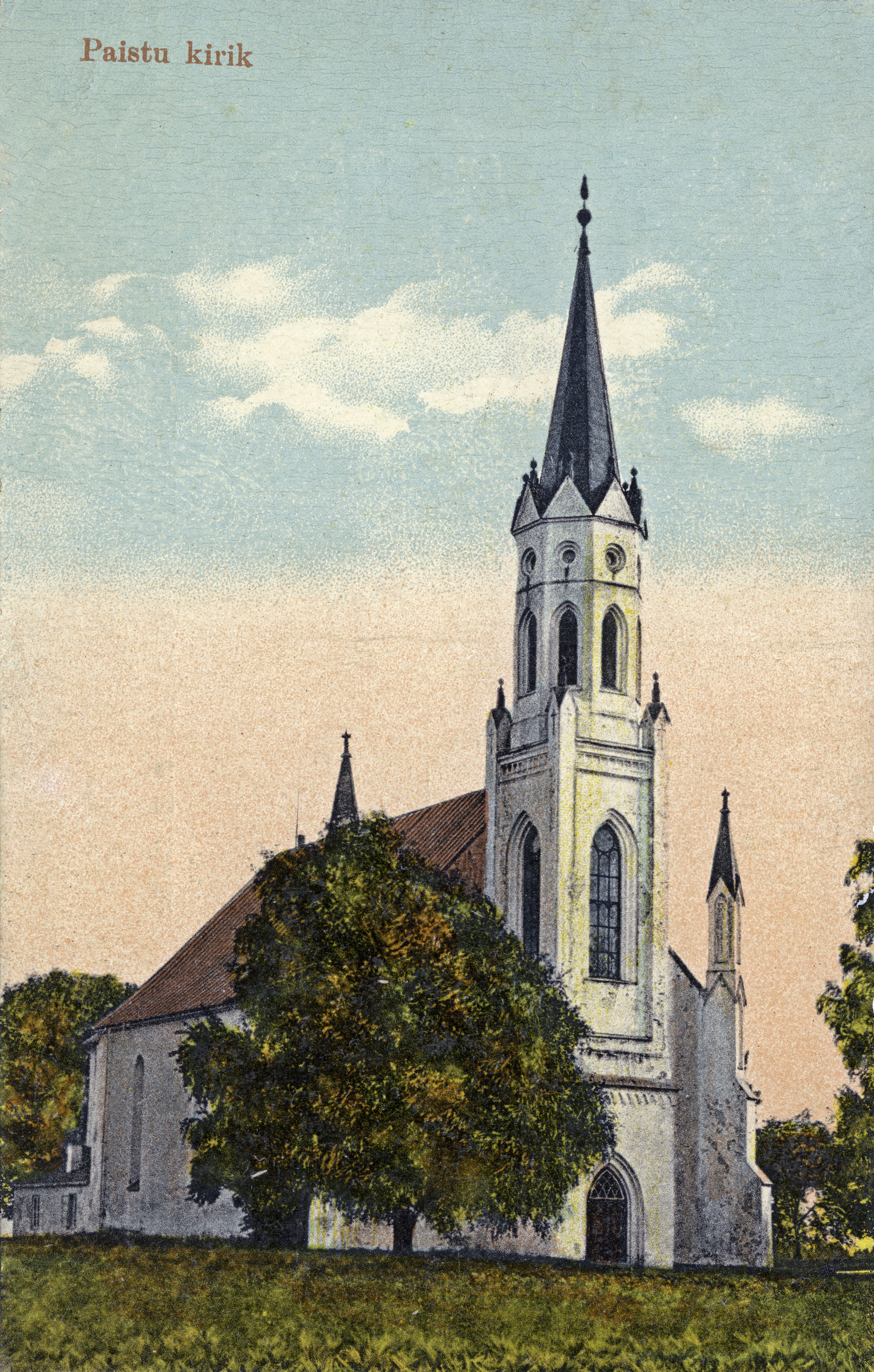
Церковь Пайсту, фото-открытка 1910 года

Населённый пункт возник вокруг церкви Святой Девы Марии и церковной мызы Пайстель (нем. Pastorat Paistel, Пайсту, эст. Paistu kirikumõs)) в конце XIX века, однако напрямую деревня упомянута уже не позднее XVI века, а, возможно, и раньше: в 1234 году упоминается пастор Vinandus de Peystele, чья фамилия могла быть названием как прихода, так и деревни. С Пайсту была объединена деревня Турва (эст. Turva, в 1922 году упоминается как Турвамаа (эст. Turvamaa)).
Церковь Святой Девы Марии в Пайсту —  с 1998 года. В письменных источниках она впервые упоминается в 1329 году, когда была разграблена литовцами. Каменная церковь была построена предположительно в 4-й четверти XIII века, сильно пострадала в войнах XVII века. В 1668 году упоминается её башня, которая была разрушена в годы Северной войны. После пожара 1817 года в северной стороне церкви возвели отдельно стоящую деревянную башню с  каменной нижней частью. В 1862—1866 годах была построена западная башня в стиле неоготики (архитектор М. фон Хольст (M. v. Holst)) и выполнено внутреннее убранство.
В 1829—1831 годах было построено главное здание церковной мызы Пайстель (Пайсту) — также  с 1998 года.
Кладбище Пайсту —  с 2006 года. Оно отражает историю и культуру одного из самых ярких приходов Вильяндимаа и является прекрасным примером развития кладбищенской культуры. Кладбище показывает различные этапы оформления могил и даёт представление о работе мастеров как по металлу, так и по камню на протяжении столетий.
До 1977 года Пайсту имела статус посёлка.
В советское время деревня входила в колхоз «Пайсту», здесь размещалась его главная усадьба. Площадь колхоза составляла 11 тысяч га, из них обрабатываемых земель — 5,1 тысяч га; средняя численность работников в 1978 году — 434 человека.
В 1952 году на расположенной на территории деревни братской могиле советских воинов, павших в Великой Отечественной войне (исторический памятник с 1997 до 2023 года), был установлен памятник с надписью «Вечная память павшим за свободу и независимость нашей Родины в 1941—1945 гг.». В протоколе рабочей группы по советским памятникам при Госканцелярии Эстонии от 30 ноября 2022 года памятник не числится. Братская могила находится на кладбище Пайсту. Она представляет собой приподнятую площадку размером 4×4 м, засыпанную песком, к которой ведет трёхступенчатая лестница. Рядом с лестницей с обеих сторон находятся каменные шары диаметром 0,5 метра. Участок окружен цементным бордюром высотой 40 сантиметров. В центре площадки — наклонное квадратное основание, на котором расположен лавровый венок диаметром один метр, обрамлённый алюминиевыми лентами. Внутри венка текст на эстонском и русском языках. По мнению волостных властей, памятник выглядит неброско, и поэтому вопрос его замены на т. н. «нейтральный» не рассматривался (см. Список советских военных памятников Эстонии).

Пайсту, исторические фотографии
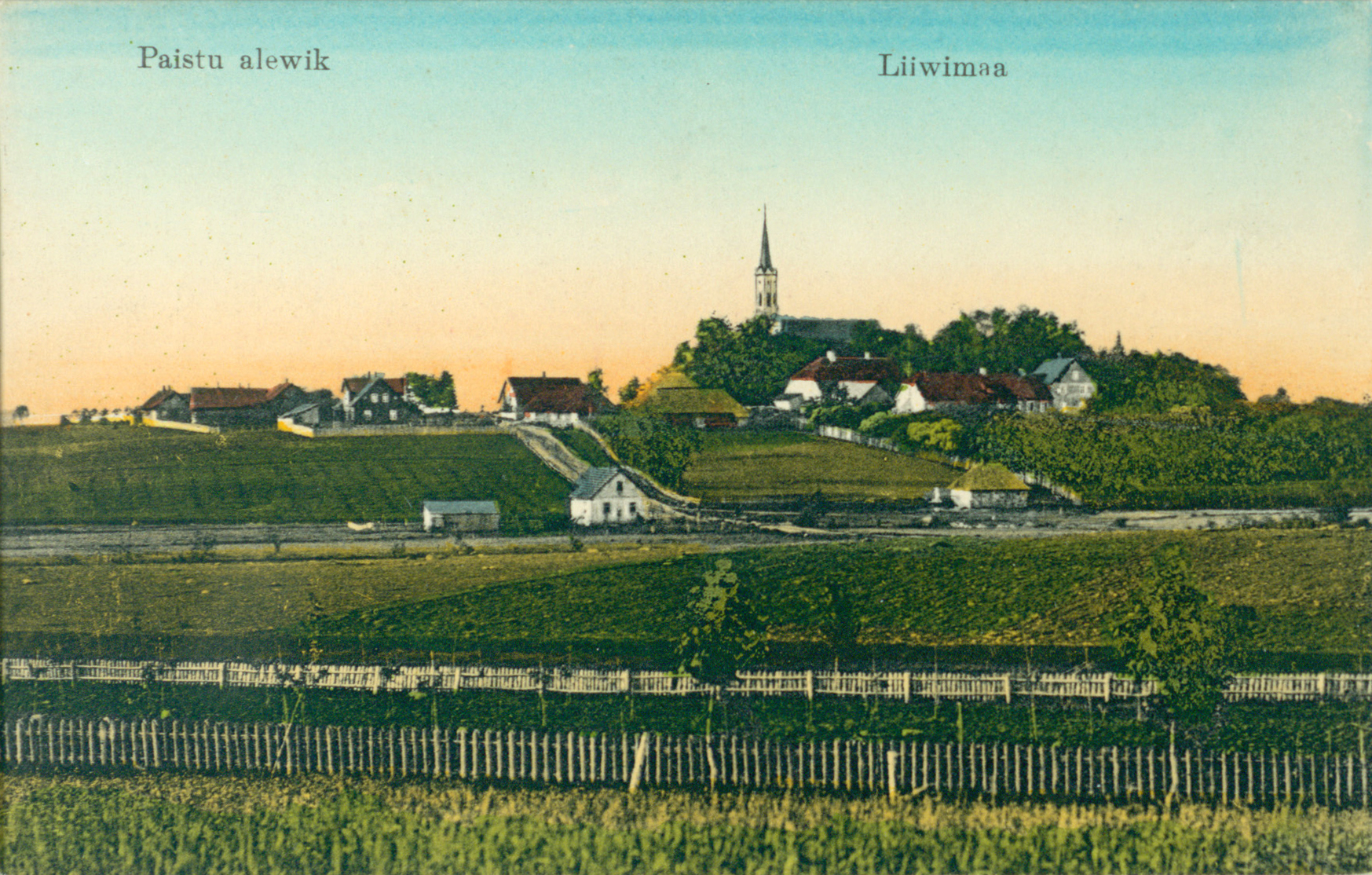
Посёлок Пайсту, фото-открытка 1910 года
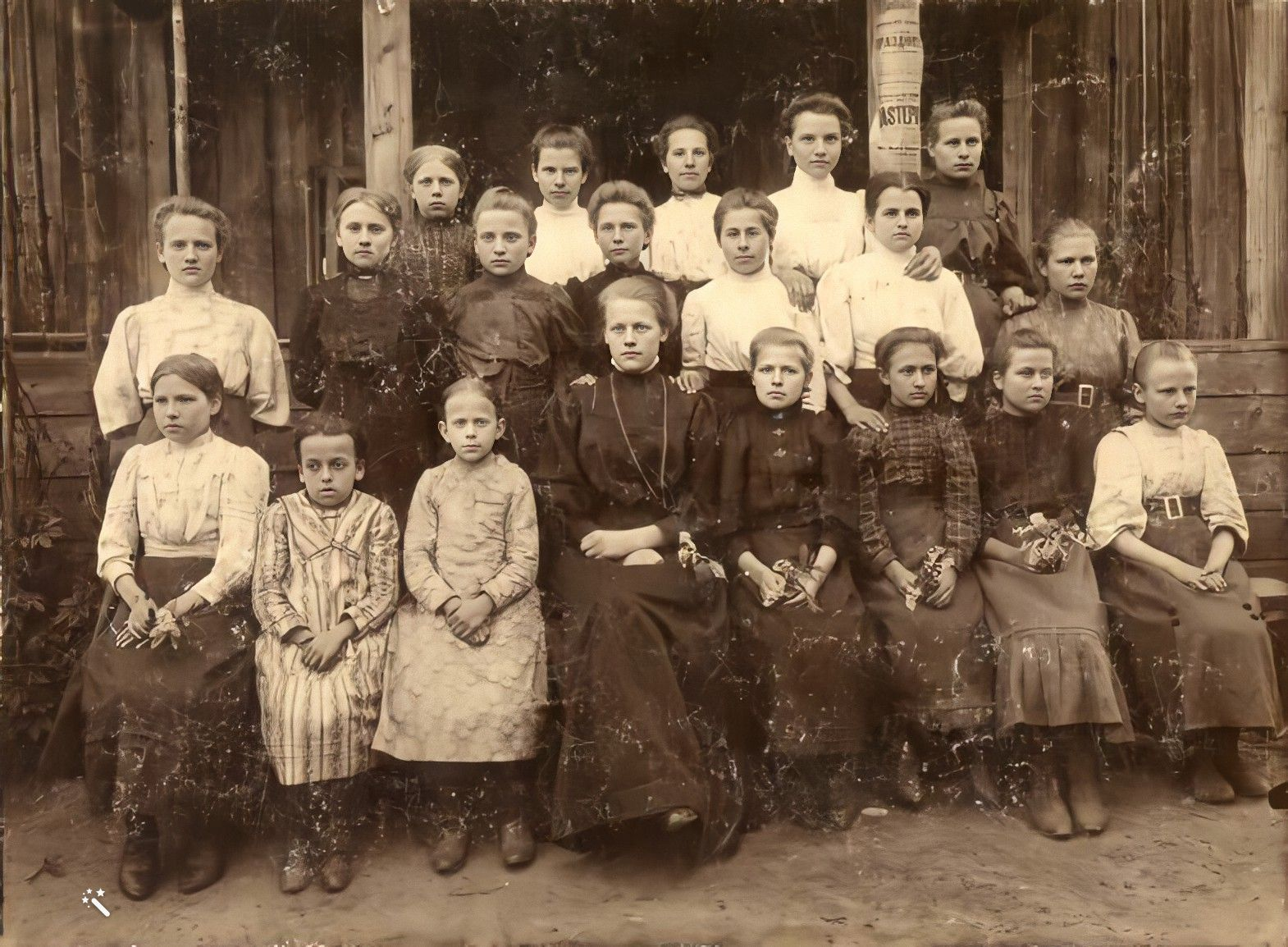
Ученицы и учительница приходской школы Пайсту, прим. 1910 год
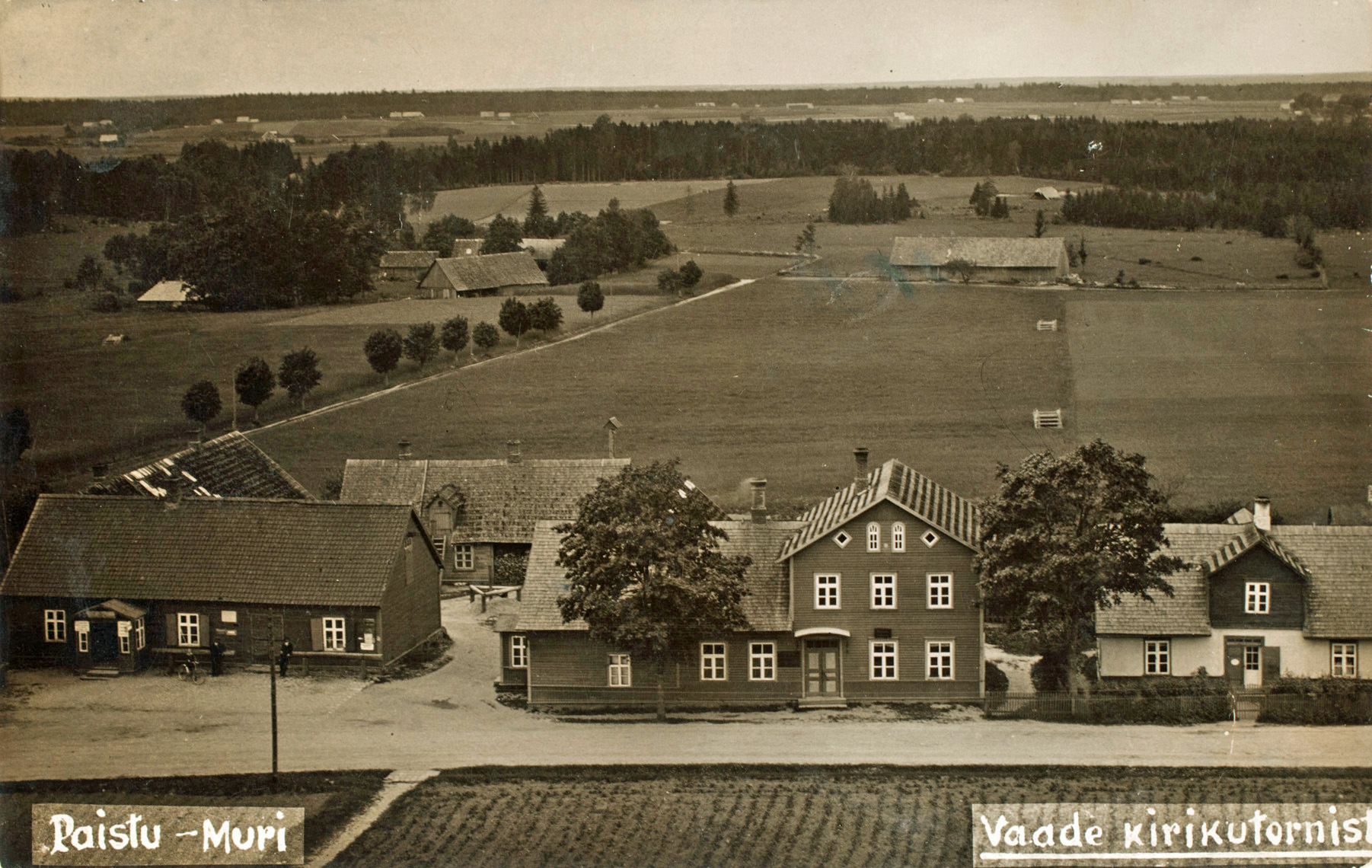
Посёлок Пайсту c башни церкви, 1933 год
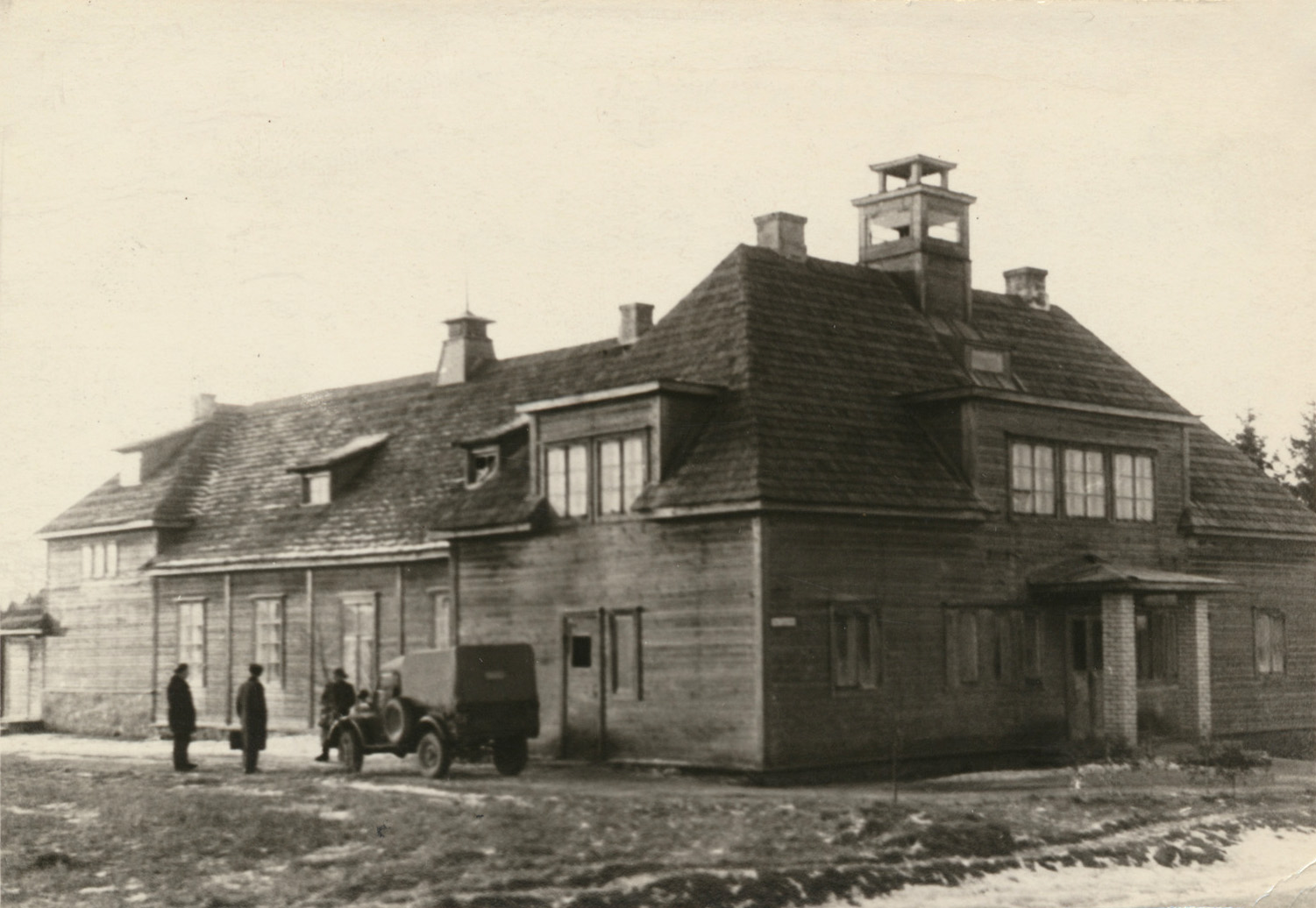
Народный дом Пайсту, прим. 1950 год

## Инфраструктура
По состоянию на начало 2024 года в деревне работали Социальный центр волости Вильянди, магазин торговой сети «Coop» и народный дом; действовал Маарьяский приход Эстонской евангелическо-лютеранской церкви. Школа-детсад Пайсту находится в деревне Султси.